# Sphaenelater
Sphaenelater is een geslacht van kevers uit de familie  
kniptorren (Elateridae).
Het geslacht is voor het eerst wetenschappelijk beschreven in 1902 door Schwarz.

## Soorten
Het geslacht omvat de volgende soorten:
- Sphaenelater collaris (Pascoe, 1877)
- Sphaenelater crassus (Sharp, 1877)
- Sphaenelater fulvus (Sharp, 1877)
- Sphaenelater lineicollis (White, 1846)
- Sphaenelater nigricornis Schwarz, 1902
- Sphaenelater nitidofuscus (Blanchard, 1853)
- Sphaenelater similis (Sharp, 1877)